# Tyasha Harris
Tyasha „Ty” Pearl Desiree Harris (ur. 1 maja 1998 w East Lansing) – amerykańska koszykarka, występująca na pozycji rozgrywającej, od 2023 zawodniczka Connecticut Sun w WNBA.
W szkole średniej trenowała też lekkoatletykę, biegi na 100 i 200 metrów. W 2013 i 2014 została mistrzynią Indianapolis na obu dystansach.
W 2016 została zaliczona do I składu USA Today All-Indiana i III składu USA Today i Naismith All-America. 
Jej kuzynka Shay Murphy grała także w WNBA. Inna kuzynka, LaSonya Collins występowała natomiast w drużynie akademickiej Michigan State University. Wuj – Kevin Sindle bornił natomiast barw University of St. Francis.
Podczas jednego ze spotkań mistrzostw Ameryki U–18 (2016) zaliczyła 27 asyst, co jej rekordem wszech czasów kadry kobiecej w tej kategorii wiekowej.
16 stycznia 2023 trafiła do Connecticut Sun.

## Osiągnięcia
Stan na 4 czerwca 2023, na podstawie, o ile nie zaznaczono inaczej.

### NCAA
- Mistrzyni NCAA (2017)
- Uczestniczka rozgrywek:
  - Elite 8 turnieju NCAA (2017, 2018)
  - Sweet 16 turnieju NCAA (2017–2019)
- Mistrzyni:
  - turnieju konferencji Southeastern (SEC – 2017, 2018, 2020)
  - sezonu SEC (2017, 2020)
- Sportsmenka roku konferencji SEC (2020)
- Laureatka nagrody Dawn Staley Award (2020)
- Zaliczona do:
  - I składu:
    - WBCA All-America (2020)
    - SEC (2020)
    - turnieju SEC (2018, 2020)
    - najlepszych pierwszorocznych zawodniczek SEC (2017)
    - SEC First-Year Academic Honor Roll (2017)

  - II składu SEC (2018, 2019)
  - III składu All-American (2020 przez AP, USBWA)
  - składu:
    - honorable mention All-American (2018, 2019 przez WBCA)
    - SEC Winter Sports Academic Honor Roll (2020)
- Liderka
  - NCAA w liczbie asyst, uzyskanych w:
    - jednym spotkaniu turnieju NCAA (9 – 24.03.2018, przeciwko Buffalo)
    - karierze, w turnieju NCAA (52)

  - konferencji SEC w:
    - średniej asyst (2018, 2020)
    - liczbie:
      - asyst:
        - 220 – 2018
        - w karierze:
          - (357)
          - w turnieju SEC (59)

        - uzyskanych w jednym spotkaniu:
          - (14 – 24.02.2019, przeciwko Tennessee)
          - turnieju SEC (10 – 8.03.2020, przeciwko Mississippi State)

      - przechwytów, uzyskanych podczas całej kariery w turnieju SEC (16)

### Drużynowe
- Zdobywczyni Pucharu Rosji (2022)[6]
- 4. miejsce podczas mistrzostw Rosji (2022)[6]

### Indywidualne
(* – nagrody i wyróżnienia przyznane przez portal eurobasket.com)
- Zaliczona do składu honorable mention (2023)*[7]

### Reprezentacja
Seniorek
- Wicemistrzyni igrzysk panamerykańskich (2019)

Młodzieżowe
- Mistrzyni Ameryki U–18 (2016)
- Wicemistrzyni świata U–19 (2017)[8]
- Zaliczona do I składu mistrzostw świata U–19 (2017)